# Hypericum pumilum
Hypericum pumilum är en johannesörtsväxtart. Hypericum pumilum ingår i släktet johannesörter, och familjen johannesörtsväxter.

## Underarter
Arten delas in i följande underarter:
- H. p. diffusum
- H. p. pumilum